# James McAtee
James John McAtee (sinh 18 tháng 10 năm 2002) là một cầu thủ bóng đá chuyên nghiệp người Anh, hiện đang thi đấu ở vị trí tiền vệ hoặc tiền vệ cánh cho câu lạc bộ Premier League Manchester City và đội tuyển Anh U21.

## Sự nghiệp câu lạc bộ

### Sự nghiệp đầu tiên
McAtee ra mắt đội hình chính lần đầu cho đội EDS của Manchester City trong trận thua tại EFL Trophy trước Bolton Wanderers vào ngày 29 tháng 10 năm 2019. Trong mùa 2020–21, McAtee cũng thi đấu ở các trận thắng tại EFL Trophy trước Scunthorpe United, trong đó có trận gặp anh trai John McAtee và Mansfield Town cũng như trận thua Tranmere Rovers. Vào ngày 24 tháng 8 năm 2021, anh ghi bàn trong chiến thắng 3–0 trước Scunthorpe United. Trong mùa 2021–22, anh ra sân 28 trận cho EDS, giành giải thưởng Players' Player of the Year.
Vào tháng 11 năm 2020, McAtee ghi bàn trong chiến thắng 3–2 trước Chelsea ở trận chung kết FA Youth Cup và ghi 8 bàn cùng 9 pha kiến tạo trong 23 trận khi City vô địch 2020–21 Premier League 2.
Ngày 21 tháng 9 năm 2021, McAtee ra mắt đội một khi vào sân thay Josh Wilson-Esbrand trong chiến thắng 6–1 trước Wycombe Wanderers tại EFL Cup. Ngày 21 tháng 11 năm 2021, anh ra mắt Premier League khi vào sân thay Cole Palmer trong chiến thắng 3–0 trước Everton.

### Cho mượn tại Sheffield United

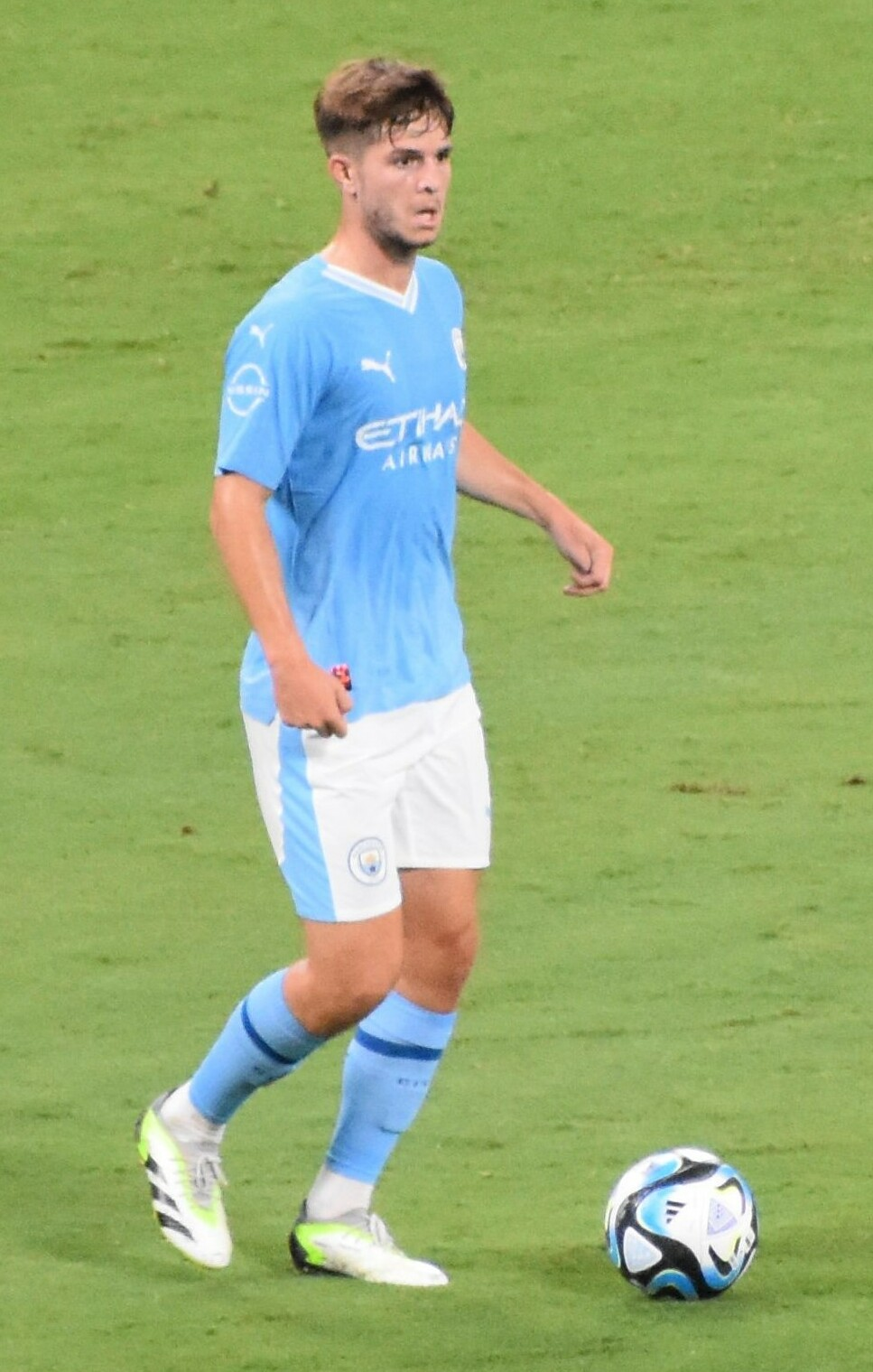
McAtee thi đấu cho Manchester City năm 2023

Ngày 4 tháng 7 năm 2022, McAtee gia nhập câu lạc bộ Sheffield United theo dạng cho mượn một mùa cùng đồng đội Tommy Doyle. Sheffield United tiến vào bán kết FA Cup gặp Manchester City, nhưng theo luật của FA, các cầu thủ cho mượn không được thi đấu gặp đội chủ quản.
Trong giai đoạn tiền mùa giải, McAtee trở lại City và tham gia tour du đấu tại châu Á. Ngày 11 tháng 8 năm 2023, anh vào sân phút 89 thay Kyle Walker trong chiến thắng mở màn Premier League trước Burnley. Ngày 27 tháng 8, anh là dự bị không sử dụng trong chiến thắng 2–1 trước Sheffield United. Ngày 1 tháng 9, anh trở lại Sheffield United theo dạng cho mượn một mùa. Ngày 9 tháng 12 năm 2023, McAtee ghi bàn Premier League đầu tiên cho Sheffield United, giúp đội thắng Brentford 1–0.

### Trở lại Manchester City
Mùa giải 2024–25, McAtee trở lại City và tham gia tour tiền mùa giải tại Mỹ. Ngày 2 tháng 9, anh ghi bàn đầu tiên cho đội một trong chiến thắng 3–0 trước Coventry ở EFL Cup.

## Sự nghiệp quốc tế
McAtee từng thi đấu cho các đội tuyển trẻ Anh U18, U20 và U21.
Ngày 23 tháng 3 năm 2025, anh ghi bàn quyết định trong trận chung kết VCK U21 châu Âu 2025 trước Croatia U21, giúp đội U21 Anh vô địch lần thứ 3.

## Cuộc sống cá nhân
James là em trai của John McAtee, cũng là cầu thủ chuyên nghiệp. Anh sinh ra tại Salford và học tại Manchester.

## Thống kê sự nghiệp
Tính đến ngày 10 tháng 5 năm 2025
| Câu lạc bộ                  | Mùa giải            | Giải đấu            | Giải đấu | Giải đấu | FA Cup | FA Cup | EFL Cup | EFL Cup | Châu Âu | Châu Âu | Khác | Khác | Tổng cộng | Tổng cộng |
| Câu lạc bộ                  | Mùa giải            | Hạng đấu            | Trận     | Bàn      | Trận   | Bàn    | Trận    | Bàn     | Trận    | Bàn     | Trận | Bàn  | Trận      | Bàn       |
| --------------------------- | ------------------- | ------------------- | -------- | -------- | ------ | ------ | ------- | ------- | ------- | ------- | ---- | ---- | --------- | --------- |
| Manchester City             | 2021–22             | Premier League      | 2        | 0        | 2      | 0      | 1       | 0       | 1       | 0       | 0    | 0    | 6         | 0         |
| Manchester City             | 2023–24             | Premier League      | 1        | 0        | —      | —      | —       | —       | —       | —       | 0    | 0    | 1         | 0         |
| Manchester City             | 2024–25             | Premier League      | 15       | 3        | 4      | 3      | 2       | 0       | 5       | 1       | 1    | 0    | 27        | 7         |
| Manchester City             | Tổng cộng           | Tổng cộng           | 18       | 3        | 6      | 3      | 3       | 0       | 6       | 1       | 1    | 0    | 34        | 7         |
| Sheffield United (cho mượn) | 2022–23             | Championship        | 37       | 9        | 5      | 0      | 1       | 0       | —       | —       | —    | —    | 43        | 9         |
| Sheffield United (cho mượn) | 2023–24             | Premier League      | 30       | 3        | 2      | 2      | 0       | 0       | —       | —       | —    | —    | 32        | 5         |
| Sheffield United (cho mượn) | Tổng cộng           | Tổng cộng           | 67       | 12       | 7      | 2      | 1       | 0       | —       | —       | —    | —    | 75        | 14        |
| Tổng cộng sự nghiệp         | Tổng cộng sự nghiệp | Tổng cộng sự nghiệp | 84       | 14       | 13     | 5      | 4       | 0       | 6       | 1       | 1    | 0    | 108       | 20        |

1. 1 2  Appearance(s) in UEFA Champions League
2. ↑  Appearance in FA Community Shield

## Danh hiệu
Đội trẻ Manchester City
- FA Youth Cup: 2019–20[23][24]

Manchester City
- FA Community Shield: 2024[25]
- UEFA Super Cup: 2023[26]

U21 Anh
- UEFA European Under-21 Championship: 2025[27]

Cá Nhân
- Manchester City EDS Players' Player of the Year: 2021–22[28]
- Premier League 2 Player of the Month: August 2021[29]
- Premier League 2 Player of the Season: 2021–22[30]
- Sheffield United Young Player of the Year: 2022–23[cần dẫn nguồn]
- UEFA European Under-21 Championship Team of the Tournament: 2025[31]